# كيسي ويستون
كيسي ويستون (بالإنجليزية: Casey Weston)‏ هي مغنية ومغنية مؤلفة أمريكية، ولدت في 4 ديسمبر 1992.

## وصلات خارجية
- كيسي ويستون على موقع ميوزك برينز (الإنجليزية)